# Blastobasis marmorosella
Blastobasis marmorosella é uma espécie de mariposa do gênero Blastobasis pertencente à família Coleophoridae.